# Age of Empires IV
Age of Empires IV (с англ. — «Эпоха империй IV») — компьютерная игра в жанре стратегии в реальном времени, вышедшая 28 октября 2021 года. Четвёртая игра в серии Age of Empires. Анонс игры состоялся 21 августа 2017 года на специальном мероприятии Gamescom 2017, посвящённом 20-летию серии.

Скриншот из первого геймплейного трейлера, представленного в ноябре 2019 года, на котором можно рассмотреть различные постройки и укрепления, а также мирных и боевых юнитов. Здание с колоколом в центре — ратуша.

## Сюжет
Действие игры происходит в том же временном промежутке, что и в Age of Empires II, а именно — в Средневековье. Названия эпох также остались неизменными: Тёмная, Феодальная, Замковая и Имперская.

### Кампании
На старте в игре доступно 4 кампании:
- Норманны — повествует о завоевании Англии норманнами, Вильгельме Завоевателе и его потомках[3]
- Столетняя война — посвящена противостоянию Англии и Франции
- Восход Москвы — посвящена становлению Великого княжества Московского[4]
- Монгольская империя — о появлении одной из крупнейших империй всех времён

### Подача материала
При прохождении сюжетных кампаний игра использует различные способы подачи материала: текстовые заметки с исторической справкой; видеоролики, сочетающие в себе ландшафтную съёмку мест исторических событий, совмещённой с компьютерной анимацией, призванной оживить события прошлого; документальные ролики с живыми актёрами, раскрывающие различные аспекты средневекового военного ремесла и быта. Всё это призвано глубже погрузить игроков в исторический контекст реальных конфликтов, обыгрываемых в кампаниях.

## Игровой процесс
Как и в других играх серии Age of Empires, в Age of Empires IV игроку требуется добывать ресурсы, строить здания и обучать войска с целью победы над силами противника — другого игрока или ИИ. В начале игры в распоряжении игрока имеется лишь главное здание (Городской центр) и несколько крестьян, но с течением времени ему предстоит планомерно развивать своё поселение. В игре предусмотрено дерево технологий, включающее различные военные (повышают урон, улучшают броню) и экономические (увеличивают скорость сбора ресурсов и т. д.) усовершенствования, распределённые по четырём условным эпохам: от самой примитивной — со скудным набором доступных войск и зданий — до самой продвинутой.

### Ресурсы
В игре имеется четыре основных ресурса:
- пища
- древесина
- камень
- золото

Крестьяне, накопившие определённый ресурс, складируют его на специальные точки сбора — постройки типа лесопилки, шахтёрского лагеря и т. д., — лишь после этого ресурс зачисляется игроку (эта механика присутствовала во всех частях серии, за исключением третьей — там ресурс сразу поступал в распоряжение игрока в момент сбора).

### Цивилизации
На момент релиза в игре было восемь цивилизаций, что существенно меньше, чем изначально имелось в Age of Empires II, но сопоставимо с Age of Empires III. В то же время разработчики решили сфокусироваться на отличительных особенностях каждой из них, чтобы сделать игровой процесс за каждую сторону более оригинальным.
- Англичане
- Делийский султанат
- Китайцы
- Монголы — их отличительной особенностью является кочевой образ жизни — они могут перемещать все свои постройки, включая Городской центр, однако не могут возводить стены и укрепления
- Аббасиды
- Французы
- Русичи
- Священная Римская империя

Цивилизации, добавленные позднее:
- Османы
- Малийцы

## Звук

### Реплики юнитов
Репликам юнитов, которые они произносят при получении приказов от игрока, в серии Age of Empires всегда уделялось особое внимание. Эти реплики произносятся на языке представляемого народа — в предыдущих иногда использовались исторические формы языков, но в Age of Empires IV разработчики пошли ещё дальше и решили представить эволюцию фраз на определенном языке, которая зависит от игровой эпохи. Так, в первую эпоху звучат максимально архаичные формы фраз, которые по мере перехода в следующие эпохи, становятся более приближенными к современным языкам. К примеру, при игре за Русь, сначала звучат реплики на древненовгородском диалекте, позднее уступая место средневековому московскому. По той же аналогии были озвучены юниты и других имеющихся в игре народов.

## Разработка
В отличие от трёх предыдущих игр серии, разработкой которых занималась студия Ensemble Studios, разработка четвёртой части была поручена канадской студии Relic Entertainment, знаменитой другими стратегиями, такими как серия Dawn of War и Company of Heroes. 11 июня 2019 года глава игрового подразделения Microsoft Фил Спенсер подтвердил, что Age of Empires IV всё ещё находится в разработке, и пообещал сообщить больше подробностей об игре во второй половине 2019 года. В марте 2021 года Microsoft анонсировала специальное событие по серии Age of Empires, которое состоялось 10 апреля. В рамках него были показаны новые подробности об игре.

## Отзывы критиков
| Сводный рейтинг       | Сводный рейтинг |
| Агрегатор             | Оценка          |
| --------------------- | --------------- |
| Metacritic            | 81 %            |
| Иноязычные издания    |                 |
| Издание               | Оценка          |
| Game Informer         | 8,25/10         |
| GameRevolution        | [ 10 ]          |
| GamesRadar+           | [ 11 ]          |
| Hardcore Gamer        | 4/5             |
| IGN                   | 8/10            |
| PC Gamer (US)         | 77/100          |
| Русскоязычные издания |                 |
| Издание               | Оценка          |
| 3DNews                | 9,0/10          |
| «Игромания»           | [ 16 ]          |
| «Игры Mail.ru»        | [ 17 ]          |
| Stopgame.ru           | «Похвально»     |

В целом игра была достаточно тепло принята журналистами и игроками. Она имеет 81 балл на Metacritic. Многие издания отнесли отсутствие значимых нововведений к плюсам игры, а не минусам, памятуя излишне новаторскую третью часть и отмечая, что именно такого сиквела и ждали игроки. Журнал «Игромания» присудил игре оценку «достойно» и отметил баланс старого и нового, а также приверженность классике игрового жанра. Издание IGN назвало Age of Empires IV «приятным возвращением RTS». Хейс Мэдсен из CGMagazine дал игре оценку 10/10, сказав, что она является «смелой и амбициозной эволюцией серии и, вполне вероятно, одной из лучших когда-либо созданных игр в жанре RTS».
Издание VG247 считает, что приверженность игры исторической точности отличает её от аналогов в жанра, «делая Age of Empires IV больше, чем просто ещё один средневековый боевой симулятор». В Polygon думают, что упрощения механики Age of Empires II пошли на пользу четвёртой части.
Издание DTF назвало её «иллюстрацией каких-то эпизодов из мировой истории, без сквозной сюжетной линии или каких-либо ярких персонажей». Оно похвалило катсцены, сравнив их с учебниками и программами на канале Discovery, но раскритиковало за отсутствие «полноценного сюжета дорогой видеоигры» и уникальных механик, а также за плохой геймдизайн уровней. Худшей кампанией была признана английская, а лучшими — монгольская и русская. Роберт Зак из PC Gamer негативно отнёсся к сюжетному режиму, назвав его «кристально чистой презентацией, обходящей самые неприятные моменты истории».

## Награды и номинации
| Год  | Награда         | Категория                        | Результат | Примечания |
| ---- | --------------- | -------------------------------- | --------- | ---------- |
| 2021 | The Game Awards | «Лучший симулятор или стратегия» | Победа    | [ 23 ]     |